# Calodexia majuscula
Calodexia majuscula là một loài ruồi trong họ Tachinidae.